# Грішин-Алмазов Олексій Миколайович
Олексій Миколайович Алмазов 24 листопада 1880, Тамбов, Російська імперія — 22 квітня 1919) — генерал-майор Білої армії, керівник антибільшовицького руху в Сибіру, військовий губернатор Одеси (1918—1919)

## Біографія
Олексій Миколайович Алмазов народився 24 листопада 1880 року в тамбовській дворянській родині. Його батько, Микола Олексійович Гришин, був чиновником (колезьким секретарем). Мати — Надія Олександрівна. Олексій закінчив Воронезький кадетський корпус, у 1902 році Михайлівське артилерійське училище.
У 1904—1905 брав участь в російсько-японській війні, служив на території Маньчжурії. Протягом шести років очолював команду розвідників. Російські війська спробували деблокувати Порт-Артур, але після невдачі зайняли оборонні позиції. Близько Ляояна їх атакувала японська армія. Олексій Гришин був серед понад 100 тисяч, які постали на шляху противника. Кровопролитна битва призвела до великих втрат, однак російським військам врешті-решт довелося відступити.
Після закінчення російсько-японської війни майбутній білогвардійський генерал залишився на східних рубежах країни. Шість років він служив в Приамурському військовому окрузі і керував навчанням команди розвідників, детально вивчивши Амурську область і Уссурійський край. Розпочата в 1914 році Перша світова війна змусила Гришина покинути рідні місця. Спочатку він забезпечував зв'язок в 5-му Сибірському армійському корпусі і був ад'ютантом командира цього великого з'єднання. У квітні 1915 року Гришин у званні капітана командував батареєю і артилерійським дивізіоном. Офіцер брав участь як в оборонних, і в наступальних операціях. Він отримав нагороди, в тому числі і Георгіївський хрест, який був вручений капітану після клопотання його власних солдатів.
До революції Гришин-Алмазов Олексій Миколайович був підполковником.

## У Білій гвардії
В період існування Тимчасового уряду він підтримував контакти з есерами і відкрито виступав проти більшовиків. Після Жовтневої революції офіцеру пригадали це і вислали з діючої армії.
Білий рух прийняв до себе. Спочатку він знаходився в Добровольчій армії, він перестав представлятися своїм прізвищем — тепер він став відомий як Алмазов.
Навесні 1918 року генерал Алмазов потрапив в Західно-Сибірський комісаріат Тимчасового уряду, де очолив військовий штаб. У лічені тижні підпільник налагодив роботу білих осередків в різних містах від Канська до Омська.
Офіцерські організації, налаштовані протибільшовиків, перебували в ізольованому і безпорадному стані. Генерал Алмазов налагоджував між ними зв'язок і співпрацю.
28 травня 1918 року офіцер став командувачем військами Західно-Сибірського військового округу і висловив підтримку білочехів. Почався наступ на всіх напрямках.
У червні було створено Тимчасовий Сибірський уряд, а командувач Сибірської армією став ще й військовим міністром. Алмазов виявився чудовим організатором. Він запровадив в армії сувору дисципліну, зробив її потужною силою, здатною не тільки відбивати атаки червоноармійців, а й самостійно йти на Захід. До літа 1918 року за командуванням Алмазова буловже 60 тисяч осіб. Разом з чехословацькими частинами військо повністю очистили Сибір від більшовиків. Тепер білі готувалися йти в Поволжя, а звідти виступити на Москву.
Намагаючись ще більше збільшити розмір своєї армії, А. Н. Гришин-Алмазов відмовився від добровільного комплектування і почав набирати новобранців за призовом, спираючись на селян. На відміну від солдатів, що воювали на фронтах Першої світової, селяни не були схильні до більшовицької пропаганди. Час показав, що Алмазов прийняв найбільш правильне рішення з усіх можливих. Восени 1918 року Сибірська армія збільшилася ще на 175 тисяч чоловік.
З політичної точки зору, Алмазов залишався монархістом і прихильником твердої централізованої влади. Відомі випадки, коли за його розпорядженням у армії виконувався гімн «Боже, Царя храни!». Він не соромився сперечатися з англійським консулом, демонструючи, що йому не потрібна допомога британців. Олексій Миколайович відрізнявся від своїх колег по уряду. Його протиріччя з іншими міністрами привели до відставки генерала, що сталася 5 вересня 1918 року.
У Катеринодарі, де знаходився Денікін, Олексія Алмазова відправили до румунського міста Ясси. Там проходила конференція за участю представників країн Антанти і делегатів Білого руху. На цьому заході генерал зачитав велику доповідь про стан справ в сибірському регіоні.

## Губернатор Одеси
У кінці 1918 року Олексій Миколайович став військовим губернатором Одеси. Період його перебування в місті добре відомий завдяки безлічі спогадів сучасників, в тому числі мемуарів нобелівського лауреата Івана Буніна. Генералу в черговий раз вдалося організувати нову військову силу, яка протистояла більшовикам і вибила з міста українських націоналістів.
Був комендантом Одеси, якій Олексій Алмазов запам'ятався як жорсткий керівник. У березні 1919 року він був зміщений зі своєї посади і в той же день покинув місто. На усунення безконтрольного генерала від влади наполягали французи, які на той момент фактично тримали місто в своїх руках. Через два тижні іноземці були евакуйовані з Одеси, залишили її беззбройної перед Червоною армією і українськими повстанцями. Незабаром місто було захоплене невеликим загоном отамана Нікіфора Григор'єва.
Генерал Алмазов повернувся в Добровольчу армію. Денікін відправив його на чолі делегації до Олександра Колчака, який кілька місяців тому оголосив себе Верховним правителем Росії.

## Останній шлях Алмазова
Шлях загону з 41 людини пролягав через Каспійське море. Білі пливли на пароплаві «Лейла», поки їх судно не було перехоплено недалеко від Форту Олександрівського (сучасний Форт-Шевченко, Казахстан). Невеликий корабель виявився один на один з добре підготовленим есмінцем «Карл Лібкнехт», на борту якого готувалися до атаки червоноармійці.
Олексій Алмазов, зрозумівши безвихідність положення і не бажаючи опинитися в полоні у противника, застрелився з власного револьвера.